# Джузеппе Оттавіо Пітоні
Джуз'еппе Отт'авіо Піт'оні (італ. Giuseppe Ottavio Pitoni) (18 березня 1657, Рієті — 1 лютого 1743, Рим) — італійський бароковий композитор, органіст, викладач, теоретик та історик музики. Був одним з провідних музикантів Рима пізнього бароко, першої половини XVIII ст.

## Біографія
У віці всього 11 місяців Пітоні було перевезено від батьків до Рима, а в 5 років він почав вчитися музиці у Падре Помпео Натале (або Наталі). У 8 вже співав у хорі базиліки Сан Джованні деї Фіорентіні, а пізніше в базиліці Святих Апостолів. Тут Франческо Фоджа наставив його у контрапункті, і в цьому ж храмі були виконані перші твори Пітоні. Ще дуже молодим, у 16 років, він став капельмейстером (maestro di capella) спочатку в Монтеротондо, а потім, у 1673 році, в Ассізі, де напружено досліджував праці Палестріни. У 1676 році повернувся до рідного міста, але рік потому, в 1677 року, знову переїхав до Рима, де обіймав різні музичні посади у багатьох церквах, серед яких і місце капельмейстера Колегіальної церкви св. Марка, на якому перебував до смерті. Поряд з цим послідовно займав посади маестро у базиліці Святих Апостолів (з 1686 року), Латеранській базиліці (з 1708 року, де з 1555 до 1560 років служив Палестріна) та Капели Джуліа Собору Св. Петра (з 1719 року, заступивши Доменіко Скарлатті).
Пітоні займався головним чином духовною музикою і, хоча також розвивав і новий стиль з інструментальним акомпанементом, відомий на сьогодні передусім завдяки своїм месам та іншим творам у манері Палестріни.

## Твори
Пітоні зробив значний внесок до римської літургійної музики як композитор, органіст, капельмейстер та екзаменатор маестро Академії Санта-Чечілії. Був надзвичайно плідним автором: близько 325 мес, музика на 800 псалмів та 235 мотетів поміж 3500 композицій, що нарахував його учень та біограф Джироламо Кіті (Girolamo Chiti). Він готував музику протягом року для мес, недільних та святкових відправ у соборі св. Петра.
Ранні твори Пітоні — блискучі зразки римської поліфонії у манері Палестріни. В останні роки звернувся до гомофонії з елементами венеційського поліхорального стилю.
Як і інші композитори римської школи, культивував твори для великої кількості голосів, серед них понад 40 мес та псалмів на три хори (12 голосів) та 20 на чотири хори (16 голосів), декілька псалмів та мотетів на шість (24 голосів) та дев'ять хорів (36 голосів); наприкінці життя почав роботу над 48-голосною месою, але не закінчив її. Крім того написав велику кількість 8-ми, 6-ти, 4-х та 3-голосних мотетів, гімнів тощо. При його житті було опубліковано лише одну збірку двохголосних мотетів (1697). Він ніколи не дозволяв виконувати в інших церквах музику, написану для певного храму, чим пояснюють відсутність публікацій. 16-голосне «Dixit» на 4 хори щорічно виконується на Страсному тижні у соборі св. Петра.
Неопубліковані автографи його композицій нині знаходяться у бібліотеці Капели Джуліа у Ватикані та у Бібліотеці Сантіні (Biblioteca Santini) у Менсте.

## Музикознавство
Пітоні лишився в історії музики не лише завдяки своїй композиторській діяльності, а також і через свій твір історіографічного характеру Перелік контрапунктистів та композиторів музичних з років християнської ери 1000 до 1700 (Notitia de' contrappuntisti e Compositori di musica dagli anni dell'era cristiana 1000 fino al 1700) 1725; ed. C. Ruini (Florence, 1988), в якому демонструє свою широку обізнаність у традиціях духовної музики.

## Педагогіка
Пітоні був також досвідченим педагогом і лишив декілька творів у цій царині:
- Посібник з гармонії … книга перша (Guida armonica … libro primo (Рим, 1690); ed. F. Luisi (Bologna, 1989)
- Правила контрапункту (Regole di contrappunto) (Mss Roma, Conservatorio di Musica S Cecilia)
- Додатки до Правил контрапункту Джуліо Беллі (Aggiunte alle Regole di contrappunto di Giulio Belli) (Mss Bologna, Civico Museo Bibliografico Musicale) — складається з 13 сторінок додатків до оригінальної редакції Беллі

Серед його учнів:
- Франческо Антоніо Бонпорті
- Франческо Дуранте
- Франческо Фео
- Леонардо Лео